# Rizosfera

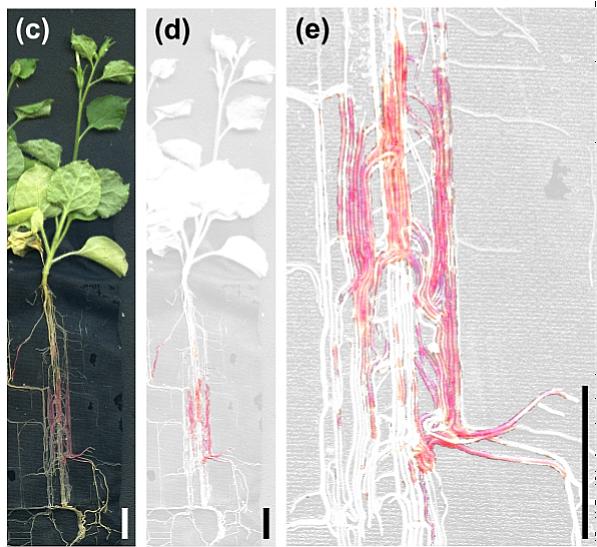
Colonización de Micorriza Rhizophagus irregularis. Fotografía de raíces.

La rizosfera es la parte del suelo inmediata a las raíces vivas y que está bajo la directa influencia de estas.

## Biota
Los hongos de la rizosfera forman interacciones de simbiosis con las raíces de plantas que favorecen la ingesta de nutrientes, la tolerancia a heladas y la protección en contra de patógenos. Se conocen como micorrizas y son redes de comunicación física que permiten el movimiento de nutrientes entre hongos y plantas, e incluso entre plantas a través de los micelios. Un ejemplo de esto son las micorrizas entre Vicia faba y Glomus intraradices que, a través de redes miceliales establecen un puente de comunicación entre plantas, permitiendo a las plantas que han sido atacadas por áfidos enviar señales para prevenir a las plantas vecinas que no han sido atacadas.